# Рамзес IV
- | G39 | N5 ||                |    |   |    |
| \| \| \| \| \| |    |   |    |
|                |    |   |    |
| ra             | ms | s | sw |

| ra | ms | s | sw |

|                |    |   |    |
| \| \| \| \| \| |    |   |    |
|                |    |   |    |
| ra             | ms | s | sw |

| ra | ms | s | sw |
- | M23 | L2 ||             |     |      |
| \| \| \| \| |     |      |
|             |     |      |
| ra          | HqA | mAat |

| ra | HqA | mAat |

|             |     |      |
| \| \| \| \| |     |      |
|             |     |      |
| ra          | HqA | mAat |

| ra | HqA | mAat |

Хекуаматре Рамзес IV (Рамсес и Рамесес) био је трећи фараон Двадесете династије Новог краљевства у древног Египта. Пре преузимања фараонске титуле име му је било Амонхирхопсхеф. Био је пети син фараона Рамзеса III а престонаследником је именован у 22. години очеве владавине, пошто је надживео четворицу своје старије браће.

## Владавина
Због дуге владавине Рамзеса III (око тридесет година), за Рамзеса IV се претпоставља да је престо преузео у четрдесетим годинама свог живота. Птретпоставља се да је владао у периоду 1151 до 1145. п. н. е. или од 1154 до 1149. п. н. е..
Рамзес IV је владавину започео масивним грађевинским пројектима, чији циљ је био да засени достигнућа свог претходника и имењака Рамзеса Великог. Због тога је покренуо велике експедиције са циљем да се добави камен из каменолома у Вади Хамамату и рудника тиркиза на Синају. Међутим, све те пројекте прекинула је његова рана смрт. Наследио га је син Рамзес V.